# Deutsch-französisches Büro für die Energiewende
Das Deutsch-französische Büro für die Energiewende (DFBEW) ist ein Verein, der sich die Intensivierung des Informations- und Erfahrungsaustauschs zwischen deutschen und französischen Ministerien, Firmen, Industrieverbänden, Forschungseinrichtungen, Regionen und Kommunen im Bereich der erneuerbaren Energien und der Energiewende zur Aufgabe gemacht hat.

## Geschichte
Das DFBEW wurde 2006 auf Initiative des Bundesministeriums für Umwelt, Naturschutz und Reaktorsicherheit (BMUB) und des Ministère délégué à l’Industrie als Projekt unter dem Namen „Koordinierungsstelle Windenergie“ gegründet. Nach einer ersten Erweiterung auf den Themenbereich Photovoltaik 2011 wurde der Verein im Zuge des 50-jährigen Jubiläums des Élysée-Vertrags Anfang 2013 mit der Unterzeichnung einer gemeinsamen Erklärung durch die Umweltminister Deutschlands und Frankreichs das Tätigkeitsfeld ausgeweitet; er wurde in „Deutsch-französisches Büro für erneuerbare Energien“ umbenannt. Zu seinem zehnjährigen Jubiläum wurde der Verein vom Deutsch-französischen Ministerrat am 7. April 2016 in Metz umbenannt in „Deutsch-französisches Büro für die Energiewende“ (DFBEE). Sein Tätigkeitsfeld wurde gleichzeitig um die Themen der Energieeffizienz erweitert.
Die besondere Rolle des DFBEW für den Austausch zwischen öffentlichen und privaten Körperschaften zu Fragen der Energiewende wird 2018 von den Ministern Nicolas Hulot und Peter Altmaier in einer gemeinsamen Erklärung zur deutsch-französischen Energiezusammenarbeit bekräftigt.
Ende 2019 hat das DFBEW gesellschaftliche, ökologische und volkswirtschaftliche Aspekte der Energiewende in sein Arbeitsfeld aufgenommen. Die Gouvernance des Vereins wurde ebenfalls erneuert, mit der Schaffung einer ständigen Präsenz für Vertreter aus Forschung und Wissenschaft in seinen Lenkungsausschuss, der im November 2019 neu gewählt wurde.
Die Themenbereiche Industrie, Wasserstoff und Mobilität wurden zwischen 2022 und 2024 in den Tätigkeitsbereich des DFBEW eingegliedert.

## Aufgabengebiete
Das DFBEW befasst sich derzeit mit folgenden Themenbereichen:
- Windenergie
- Photovoltaik
- Biogas
- Systeme & Märkte
- Effizienz & Wärme
- Industrie
- Wasserstoff
- Mobilität
- Gesellschaft, Umwelt & Wirtschaft

## Aktivitäten
Das DFBEW hat es sich zur Aufgabe gemacht, den Informationsfluss zwischen deutschen und französischen Stakeholdern der Energiewende zu vereinfachen und zu intensivieren. Um dieses Ziel zu erreichen, bietet es seinen Mitgliedern verschiedene Dienstleistungen. Diese umfassen momentan u. a. Fachveranstaltungen zu technischen, rechtlichen oder wirtschaftlichen Themen, sowie Seminare, Webinare und Standortbesichtigungen, auf denen aktuelle Themen diskutiert und die Vernetzung der Teilnehmer gefördert werden sollen. Des Weiteren publiziert das DFBEW Hintergrundpapiere zu den o. g. Themenschwerpunkten, sowie übersetzte Fachtexte, wie z. B. Ausschreibungs-, Normen- und Gesetzestexte beider Länder und Fachstudien. Darüber hinaus informiert das DFBEW auch über externe Kanäle, beispielsweise durch die Presse über die jüngsten Entwicklungen im jeweils anderen Land.

## Mitglieder und Finanzierung
Die Arbeit des Deutsch-französischen Büros für erneuerbare Energien wird zur Hälfte aus öffentlichen Geldern aus Deutschland und Frankreich und zur Hälfte aus Mitgliedsbeiträgen bezahlt.
Momentan sind neben dem Bundesministerium für Wirtschaft und Klimaschutz (BMWK) und dem ministère de l’Économie, des Finances et de la Souveraineté industrielle et numérique (MEFSIN) über 250 kleine, mittelständische und Großunternehmen, wie Projektentwickler, Anlagenhersteller, Gutachterbüros, Direktvermarkter, Energieversorger, Netzbetreiber und Banken, sowie Forschungseinrichtungen und Vertreter der Zivilgesellschaft Mitglied des DFBEW.

## Organisation
Der Lenkungsausschuss des DFBEW setzt sich aus 21 Vertretern aus den Ministerien, Hochschulen und Forschungseinrichtungen sowie Unternehmen und Organisationen zusammen und kommt für drei Jahre zusammen.
Das DFBEW hatte seit seiner Gründung 2006 seinen Sitz beim BMUB in Berlin, seit 2014 ist es im BMWK angesiedelt. Seit 2013 hat es ebenfalls ein Büro im MEFSIN in Paris.